# Léo Santa Cruz
Leo Santa Cruz est un boxeur mexicain né le 10 août 1988 à Huetamo.

## Carrière
Passé professionnel en 2006, il remporte le titre vacant de champion du monde poids coqs IBF le 2 juin 2012 après sa victoire aux points contre Vusi Malinga. Cruz conserve son titre le 15 septembre 2012 aux dépens d'Eric Morel par abandon au 5e round puis contre Victor Zaleta par arrêt de l’arbitre au 9e round le 10 novembre 2012. Il récidive un mois plus tard, le 15 décembre, en dominant aux points Alberto Guevara avant de laisser son titre vacant en février 2013 pour combattre dans la catégorie de poids supérieure.
Le 24 août 2013, il bat son compatriote Victor Terrazas par arrêt de l’arbitre au 3e round et s'empare de la ceinture WBC des poids super-coqs, ceinture qu'il conserve aux points le 14 décembre 2013 aux dépens de Cesar Seda, le 8 mars 2014 face à Cristian Mijares et le 13 septembre 2014 par arrêt de l'arbitre au second round contre Manuel Roman.
Cruz conserve son invincibilité le 17 janvier 2015 en stoppant au 8e round son compatriote Jesus Ruiz. Il affronte ensuite le 2 mai 2015 à Las Vegas Jose Cayetano, le même jour que le combat Mayweather contre Pacquiao et emporte la décision aux points à l'unanimité des juges à l'issue des 10 rounds. Le 29 août 2015, il remporte une troisième ceinture dans une troisième catégorie de poids différente en battant aux points son compatriote Abner Mares pour le titre vacant WBA des poids plumes. Santa Cruz confirme ce succès le 27 février 2016 en battant par arrêt de l'arbitre au 5e round Kiko Martinez mais il perd ensuite aux points face au nord-irlandais Carl Frampton le 30 juillet 2016. Il remporte cependant le combat revanche organisé le 28 janvier 2017 à Las Vegas puis bat Chris Avalos au 8e round le 14 octobre 2017 ; à nouveau Mares aux points le 9 juin 2018 et Rafael Rivera également aux points le 16 février 2019. 
En fin d'année, le 23 novembre 2019, il s'empare de la ceinture WBA des super-plumes aux dépens de Miguel Flores, ceinture qu'il perd lors du combat suivant le 31 octobre 2020 par KO au 6e round contre Gervonta Davis. Il laisse par ailleurs vacant son titre WBA des poids plumes le 12 décembre 2022.